# Salvo Nicolosi, Vol.2
Salvo Nicolosi, Vol.2 è il secondo album del cantante napoletano Salvo Nicolosi, del 1987

## Tracce
1. Un bacio e poi (Born to Be Alive)
2. Bimba bimba (La Bamba)
3. Amore amore mio
4. E vinci tu
5. Credevo in te
6. 'Nu munno 'e bbene
7. Ma che te miso 'ncapo
8. Messaggio d'amore
9. Com'è bello ballare
10. Innamorati